# Resolució 1060 del Consell de Seguretat de les Nacions Unides
La Resolució 1060 del Consell de Seguretat de les Nacions Unides fou adoptada per unanimitat el 12 de juny de 1996. Després de reafirmar les resolucions 687 (1991), 707 (1991) i 715 (1991) sobre el control de programa d'armes iraquià, el Consell va exigir que Iraq cooperés amb equips d'inspecció d'armes de la Comissió Especial de les Nacions Unides i permetés l'accés sense restriccions a les àrees i equipament dels indrets sol·licitats.
El Consell de Seguretat va prendre nota del progrés del Comitè Especial en l'eliminació dels programes d'armes de l'Iraq i la resta de problemes per resoldre. Els dies 11 i 12 de juny de 1996, l'Iraq va negar l'accés d'un equip d'inspecció a determinats llocs. Les resolucions 687, 707 i 715 van donar als equips d'inspecció d'armes accés incondicional i sense restriccions a qualsevol lloc que desitgessin inspeccionar, i qualsevol intent per part de l'Iraq per obstruir-hi seria considerat inacceptable pel Consell.
Actuant en virtut del Capítol VII de la Carta de les Nacions Unides, el Consell va deplorar la negativa de l'Iraq de permetre l'accés als llocs als equips d'inspecció d'armes, en violació de les resolucions anteriors del Consell de Seguretat. Va exigir que els equips tinguessin accés als llocs, armes, equipament i transport que havien demanat i va recolzar plenament el treball de la Comissió Especial en aquest assumpte.